# شيخة شائعة
الحشيشة الزغبية أو الشيخة الشائعة أو زهرة الشيخ  أو سنيسيو أو شرونة أو بابونج الطير أو مرير أو مرار أو عشبة سليمة أو سنانير أو شرونة بابونج الطير (باللاتينية: Senecio vulgaris) ، يُعرف أيضاً باسم (نبات الزهيرة - بالفرنسية séneçon) هو نوع نباتي يتبع جنس الشيخة من الفصيلة النجمية.

## الموئل والانتشار
ينتشر في مناطق الوطن العربي المتوسطية وقبرص وتركيا والقوقاز وكل مناطق أوروبا من اليونان والبلقان إلى إسبانيا والبرتغال وشمالاً من إيرلندا وبريطانيا إلى فنلندا وروسيا.